# Conus iberogermanicus
Conus iberogermanicus é uma espécie de gastrópode do gênero Conus, pertencente a família Conidae.